# Новофёдоровка (Братский район)
Новофёдоровка (укр. Новофедорівка) — село в Братском районе Николаевской области Украины.
Население по переписи 2001 года составляло 17 человек. Почтовый индекс — 55432. Телефонный код — 5131. Занимает площадь 0,578 км².

## Местный совет
55430, Николаевская обл., Братский р-н, с. Анновка, ул. Советская, 22